# Olga Jitova
Olga Igorevna Jitova (en russe : Ольга Игоревна Житова) est une ancienne joueuse de volley-ball russe née le 25 juillet 1983 à Irkoutsk. Elle mesure 1,88 m et jouait au poste de centrale. Elle a totalisé 11 sélections en équipe de Russie.

## Clubs
| Club            | De        | À         |
| --------------- | --------- | --------- |
| Angara Irkoutsk | 1997-1998 | 2004-2005 |
| Dynamo-Yantar   | 2005-2006 | 2009-2010 |
| Omitchka Omsk   | 2010-2011 | 2011-2012 |
| VK Tioumen      | 2012-2013 | 2012-2013 |
| Dinamo Moscou   | 2013-2014 | 2013-2014 |

## Palmarès

### Équipe nationale
- Championnat du monde
  - Vainqueur : 2006.
- Grand Prix mondial
  - Finaliste : 2006.

### Clubs
- Coupe de Russie
  - Vainqueur : 2013.
- Championnat de Russie
  - Finaliste : 2014.